# Agustín Vidal
Juan Agustín Vidal (* 8. Juli 1987 in Viedma) ist ein argentinischer Handballspieler.

## Karriere

### Verein
Der 1,94 m große linke Rückraumspieler spielte in seiner Heimat für Goliat Handball. Im Jahr 2005 folgte der Wechsel nach Spanien. Mit dem Zweitligisten Juventud Deportiva Arrate gelang ihm 2006 der Aufstieg in die Liga Asobal und 2007 der Klassenerhalt in der ersten Liga. In der Saison 2007/08 stieg er mit Algeciras BM in die zweite Liga ab. Über Palma del Río und Club Balonmano Huesca kam er 2010 zum Erstligisten Quabit BM Guadalajara. 2011 wechselte er zum Ligakonkurrenten Club Balonmano Torrevieja, 2012 zu GlobalCaja BM Ciudad Encantada. In der Spielzeit 2013/14 spielte er für den Erstligisten Club Deportivo Bidasoa und Drittligisten Club Deportivo Maristas Algemesí. Anschließend kehrte er zu GlobalCaja BM Ciudad Encantada zurück. Nach dem Rückzug von CAI Aragón lief er in der Saison 2016/17 erneut für Ciudad Encantada auf. Im Sommer 2017 kehrte er zu Guadalajara zurück. Seit 2018 spielt er für Trops Málaga. 2019 gelang der Aufstieg in die zweite Liga.

### Nationalmannschaft
Mit der argentinischen Nationalmannschaft gewann Vidal 2010 die Panamerikameisterschaft und 2011 die Panamerikanischen Spiele.
Außerdem nahm er an den Olympischen Spielen 2016 sowie den Weltmeisterschaften 2009, 2011, 2013 und 2015 teil.

### Erfolge
Panamerikameisterschaft:
- Gold 2010[3]
- Bronze 2016[4]

Panamerikanische Spiele:
- Gold 2011[5]